# Luth & Roséns Elektriska
Luth & Roséns Elektriska AB var ett verkstadsföretag inom maskinteknik och elkraft bildat 1885, med sin huvudsakliga verksamhet i Stockholm. Asea blev huvudägare 1930 och verksamheten i Stockholm upphörde 1968.

## Historik
Luth & Rosén bildades 1885 i Stockholm av ingenjörerna John Luth och Ivar Rosén som Elektriska byrån Luth & Rosén. Företagets första uppdrag bestod i att installera elektrisk belysning i bostadshus och fabriker. Uppsvinget inom elektroindustrin i slutet av 1890-talet gjorde att firman ombildades 1891–1892 till Luth & Roséns Elektriska AB. Ett år senare startades egen tillverkning av dynamomaskiner efter Siemens-Schuckerts konstruktioner. 
År 1897 hade man en egen fabrik färdigbyggd i kvarteret Trumman vid Rosenlundsgatan på Södermalm. För att försörja fabrikslokalerna med elektricitet anlades Uddby kraftstation i Tyresö, varifrån en 20 kilometer lång elledning drogs till Södermalm. Under de följande åren fram till 1920-talet kom kvarteret bli i det närmaste fullbyggt av verkstäder tillhörande företaget; gjuteri, plåtslageri, maskinhall, kontorshus, ångpannehus, magasin, stall med mera. Tillverkningen bestod främst i elektriska och mekaniska maskiner på beställning. Från och med år 1900 kom hissar att bli en betydande del av produktionen och år 1904 köptes den anrika Ludwigsbergs verkstad. Därifrån upptog man brandsprutor, kylmaskiner, luftkompressorer, pumpar och värmeradiatorer på tillverkningsprogrammet.
Högkonjunkturen under första världskriget kom att bli den ekonomiska höjdpunkten i företagets historia. År 1916 köptes Söderbloms Gjuteri AB för att få större gjuterikapacitet. År 1918 gjorde företaget en vinst på 2,7 miljoner kronor, hade över 500 anställda och bedrev en betydande tillverkning av elektriska driftmotorer, hissar, kranar, telfrar med mera. Felaktiga investeringar gjorde dock att man redan ett år senare hade en förlust på 5,5 miljoner kronor. Luth & Rosén lyckades dock arbeta sig upp ur krisen. År 1920 gjorde bolaget en rekonstruktion.
År 1926 köptes Malmöföretaget Elektriska AB Chr Bergh & Co (Cebe). Chr Bergh och Luth & Rosén hade gemensamma affärsintressen i bland annat Statens Järnvägar. Senare utvecklades en kuggväxelmotor som blev mycket efterfrågad. Men bolaget kämpade fortfarande med en relativt hög skuldsättning i balansomslutningen.
Ett par år senare började den betydligt starkare konkurrenten Asea att arbeta för ett uppköp. I oktober 1930 övertog Asea tre fjärdedelar av bolaget för drygt 1 miljon kronor. Det var inte fråga om någon sammanlagning. Luth & Rosén fortsatte som fristående företag. Emellertid gjordes en omläggning så att likartade tillverkningar flyttade till respektive verkstäder. Till exempel övertog Luth & Rosén större delen av Aseas hisstillverkning. Försäljningskontoret flyttades till Asea i Västerås.
Framför allt två omständigheter avgjorde det strategiska affärsbeslutet. Dels ville Asea av konkurrensskäl hinna före internationella elektroteknikföretag som genom uppköp försökte få fotfäste i Sverige. Dels sökte Asea ett tillskott i anläggningar med rationell samdrift och garanterad arbetskraft inför kommande statligt beslut om att elektrifiera Södra stambanan. Asea räknade kallt med att ro hem affären. Vilket de också gjorde. Det fanns i stort sett inget annat företag som var kapabelt att ta ett sådant uppdrag. Asea var redan en av SJ:s största utvecklingspartner i arbetet med järnvägselektrifieringen.
Vid denna tidpunkt fanns 1 500 anställda inom företaget. Luth & Rosén kvarstod som så kallat kommissionsbolag inom Asea avd IM (installationsmateriel) fram till år 1940 då företaget inordnades med namnet Stockholmsverken. Luth & Roséns adress Rosenlundsgatan 31, Stockholm, var också kontorsadress för Asea avd IM efter att Aseas fastighet på Klarabergsgatan 21 rivits under Norrmalmsregleringen.
År 1948 var 168 tjänstemän och 451 arbetare anställda vid Stockholmsverken. Tillverkningen vid fabriken på Södermalm lades slutligen ner år 1968.

## Verkställande direktörer
- 1892–1909 – John Luth
- 1912–1921 – Axel Hultman
- 1921–1926 – Herman Duse
- 1926–1940 – Lars Blume
- 1940–1948 – Jan Smith

## Galleri

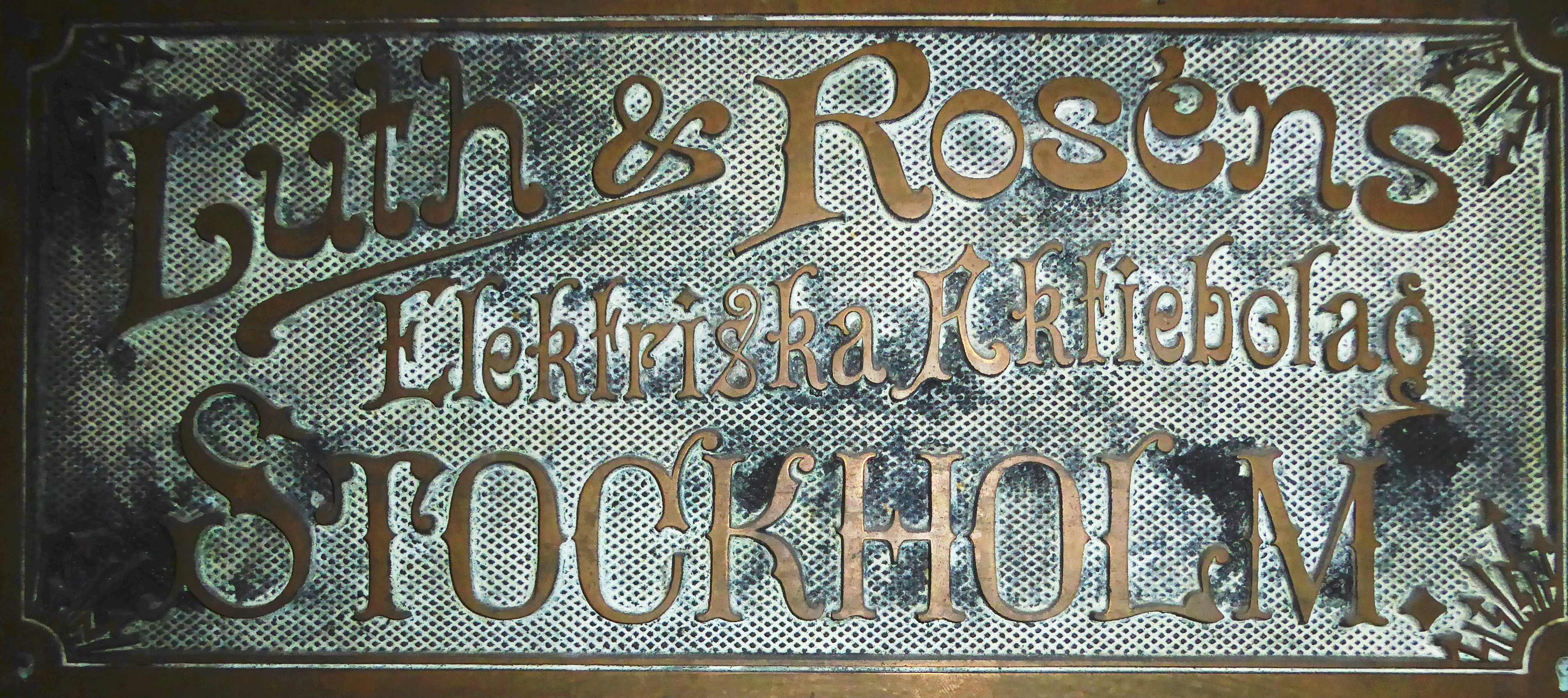
Skylt på instrumentpanel i Avestas gamla kraftstation från 1898.
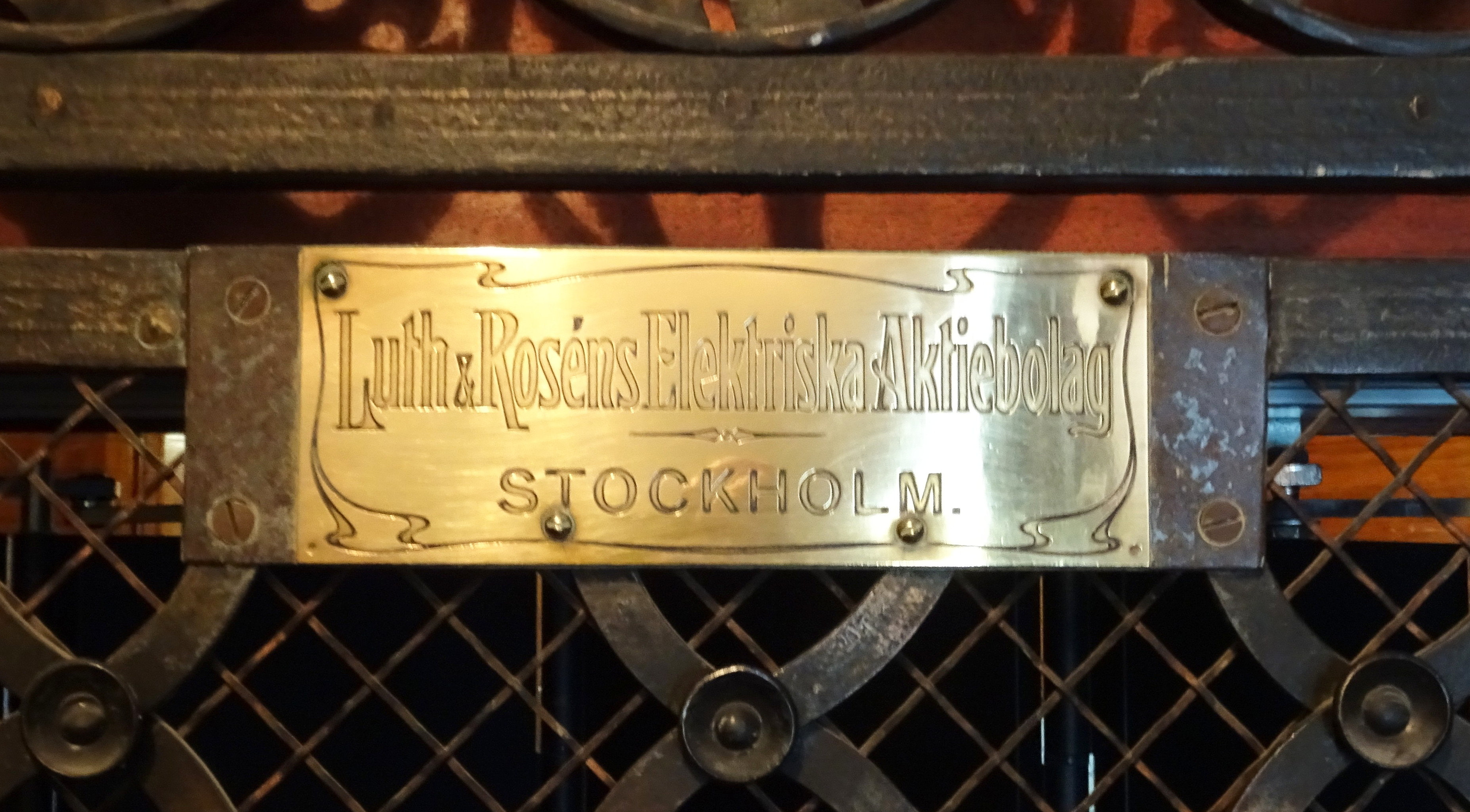
Skylt i en hiss på Strandvägen 63, Stockholm.
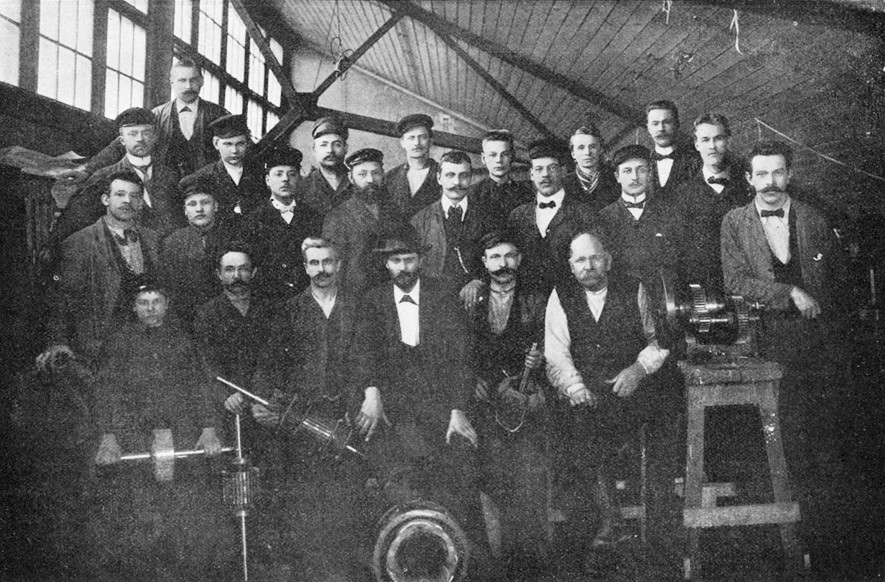
Arbetare vid Luth & Rosén, ca 1900.
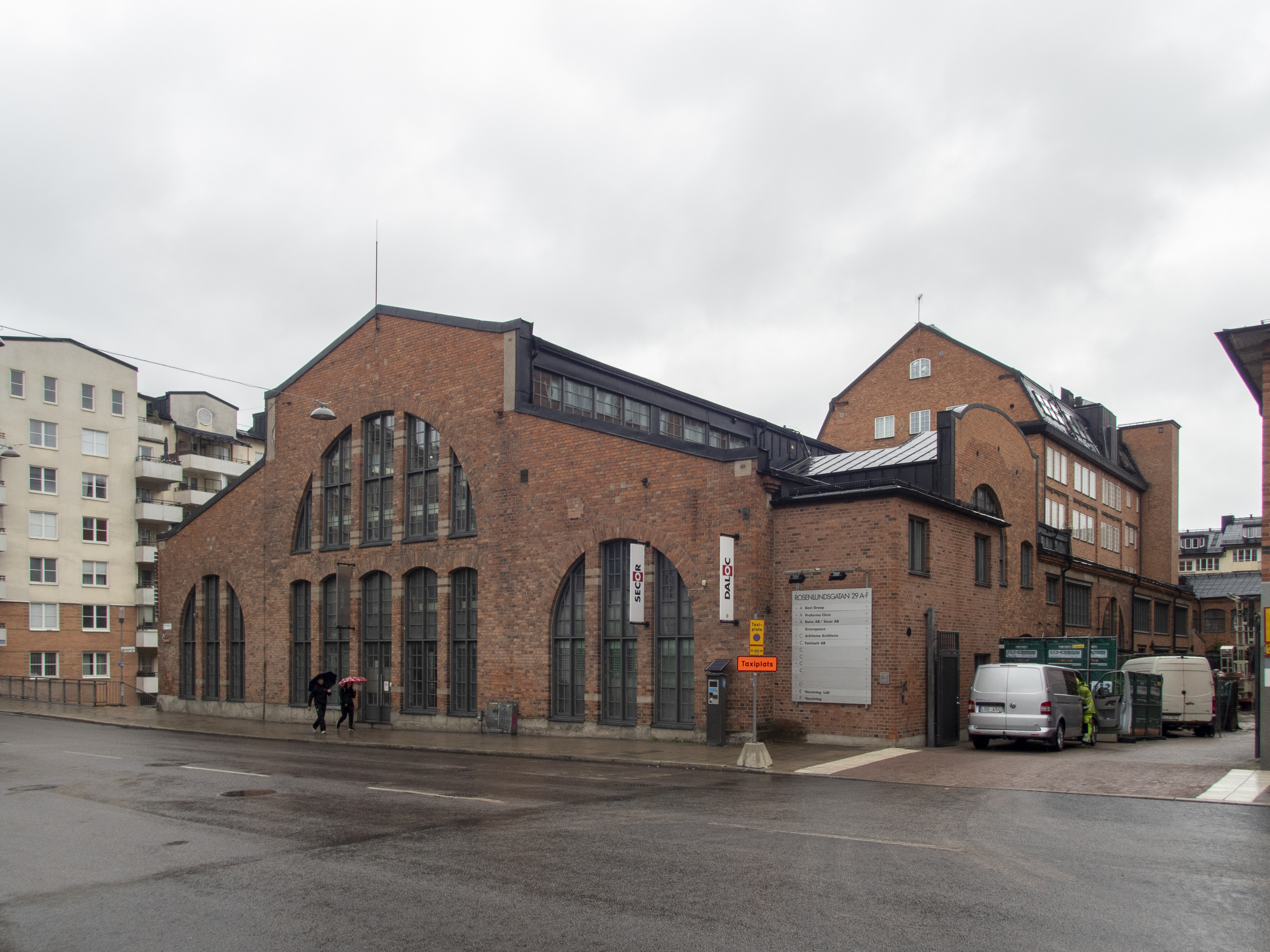
Gjuteriet från 1906 på Rosenlundsgatan i Stockholm, ritat av Georg A Nilsson och Ivar Nyqvist.
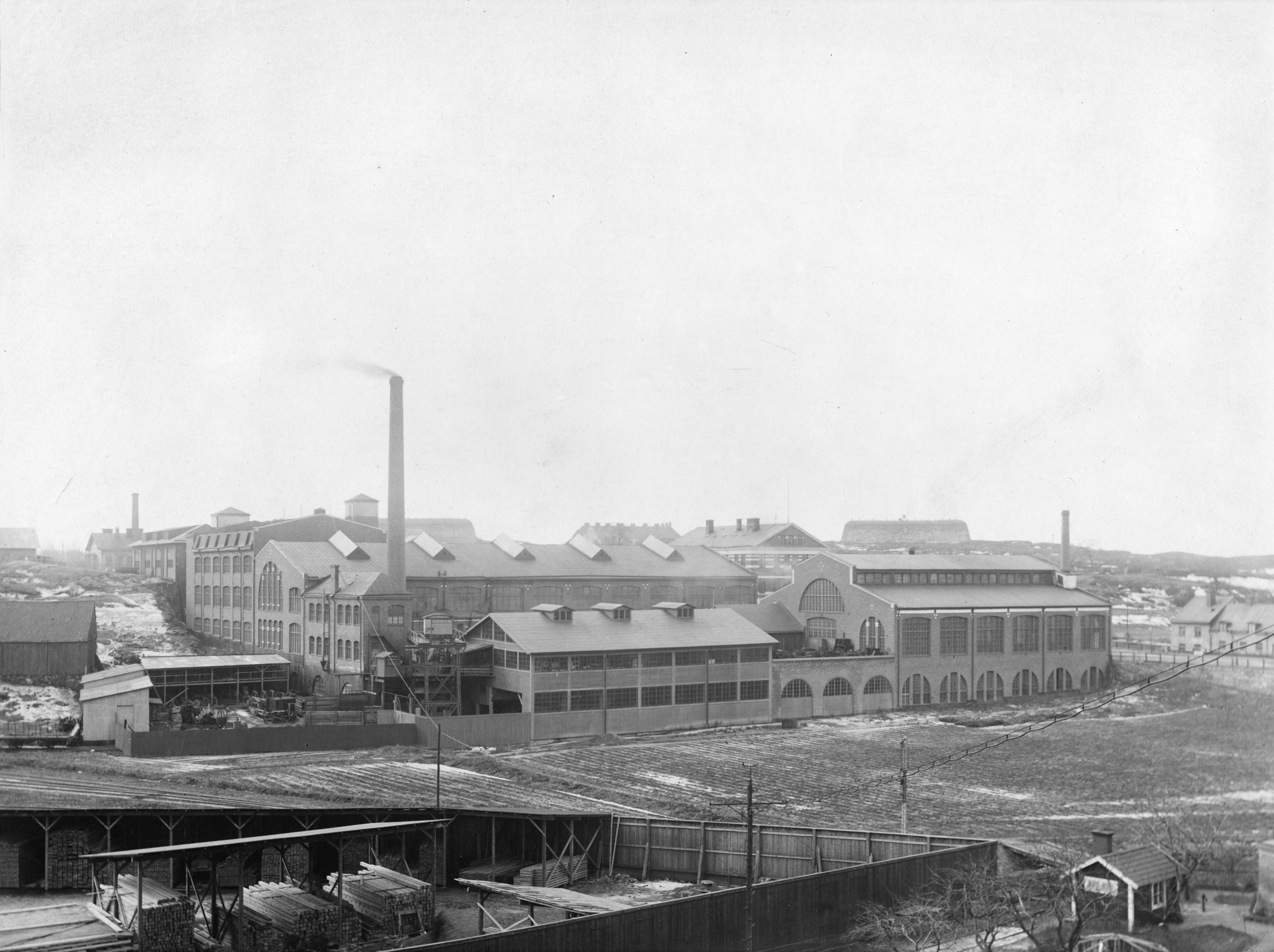
Ludwigsbergs och Luth & Roséns verkstäder vid Rosenlundsgatan i Stockholm, byggda 1906.
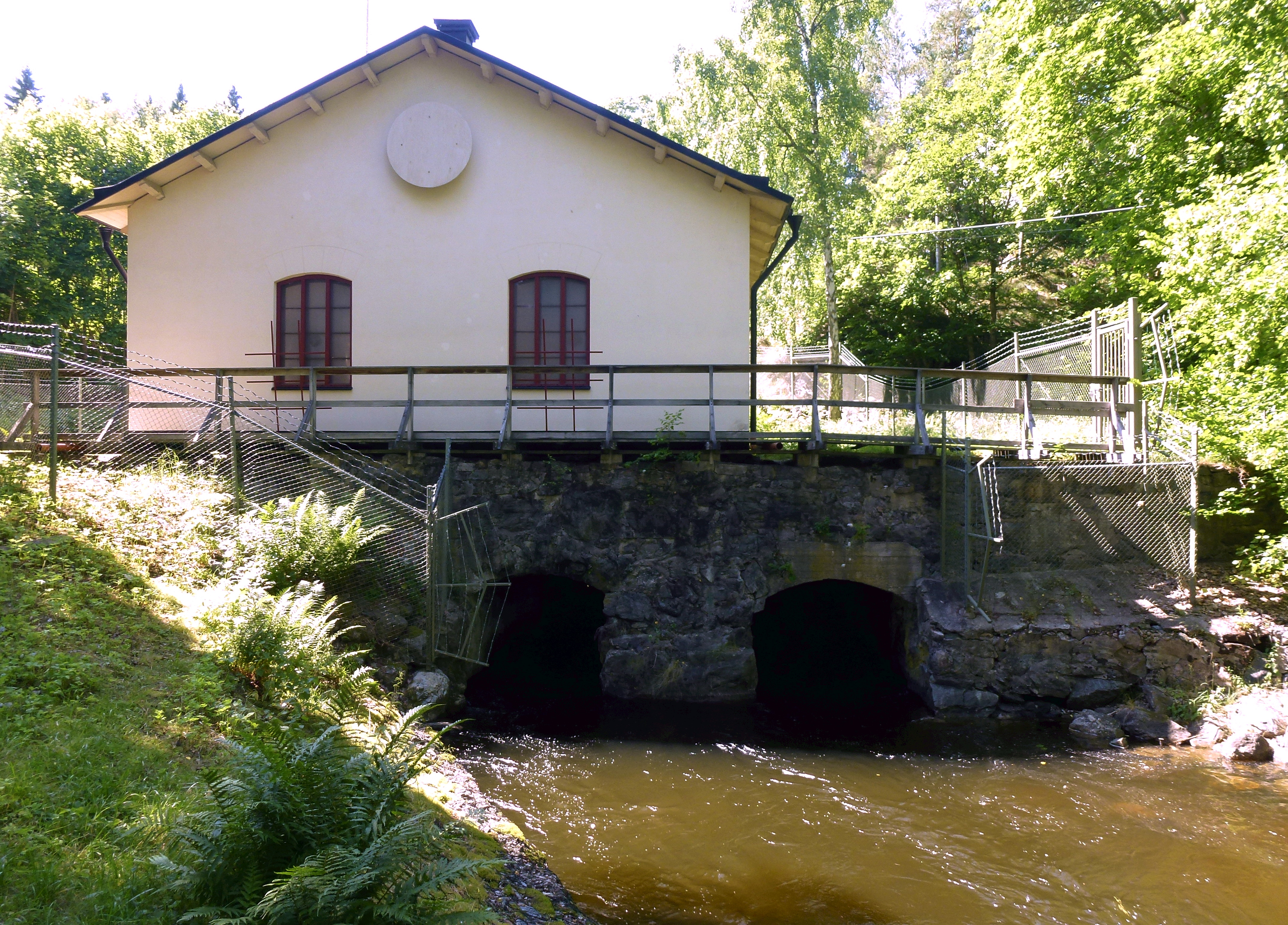
Uddby kraftstation byggd 1898.